# Idealibri
Idealibri è una casa editrice italiana fondata a Milano nel 1980 da Mario Sabbieti e dai fratelli Alvise e Filippo Passigli. Passata sotto la guida del gruppo editoriale Rusconi nel 1987, è ora amministrata da Alessandro Bacci a Rimini.

## Storia
Qualche anno prima della fondazione di Idealibri i fratelli Passigli avevano creato IdeaBooks, azienda che importava soprattutto dall'area di lingua inglese opere specializzate nel settore delle arti, della fotografia e dell'architettura, talvolta anche producendo in proprio opere dello stesso ambito. La missione di Idealibri, che traduceva il nome dell'altra, era destinata a pubblicare esclusivamente in italiano opere illustrate, con particolare riferimento alla manualistica. Una caratteristica che ne distinse l'attività fin dal suo esordio consisteva nell'accuratezza dell'apparato iconografico e nell'eleganza della grafica. Operando con questi criteri tendeva a dare maggiore dignità a un prodotto editoriale, quello della manualistica, che fino ad allora si era presentato in forme molto più sobrie e talvolta sciatte. Attinse subito a un vasto repertorio rappresentato dall'editoria inglese, che in quegli anni, anche per l'apporto fortemente creativo dei packagers, rappresentava la fase più avanzata nella produzione internazionale.
Idealibri iniziò le sue pubblicazioni nel 1980 traducendo Il libro delle piante in casa di Cynthia Wickam, acquistato dalla inglese Marshall Cavendish. Quel manuale, di grande formato e riccamente illustrato, ebbe in Italia uno straordinario successo, sia in libreria sia attraverso le vendite dei club per corrispondenza. Idealibri andava così a occupare un posto vacante nell'area del libro illustrato, avvicinandosi per dignità di prodotto alla fascia alta dei libri d'arte. Per il mercato italiano, una casa editrice che si dedicasse sistematicamente a questo genere di produzione, rappresentava un'assoluta novità. Seguirono subito Il grande libro dei giochi da tavolo di R.C.Bell, tradotto e curato da Giampaolo Dossena, Colore di Faber Birren, Cose e case di Robert Guild, Una nuova vita del dr. David Harvey, innovativo nella problematica della gravidanza e del parto.
Poco tempo dopo la fondazione, i Passigli si ritirarono dalla società e questa accrebbe il suo capitale, divenendo una s.r.l., e lasciando spazio a un nuovo socio, Mariarosa Schiaffino, che assumerà le funzioni di direttore editoriale e imprimerà un'ulteriore identità alla casa editrice con la creazione della collana dei Piccoli piaceri. Nel corso di circa un decennio appariranno in libreria oltre cinquanta titoli. La collana si impose con immediatezza convincendo critica e pubblico. Aveva fatto premio la lieve scrittura, l'originale apparato iconografico, spesso dovuto alla finezza illustrativa di Franco Testa, il formato, il prezzo e gli argomenti , quelli della cultura materiale, che guardavano agli oggetti del quotidiano con circolarità, per rintracciarne usi, costume, storia, tecnologia, letteratura. Alcuni titoli conobbero numerose ristampe a cominciare dal primo, della Schiaffino stessa: L'ora del tè. Seguirono quelli sul caffè, sul cioccolato: argomenti che fino ad allora non erano stati trattati affatto dall'editoria o, se mai, in forme appiattite di una modesta divulgazione. Furono numerosi i Piccoli Piaceri di successo, seguiti da molte imitazioni: da Il mondo è gatto di Melita Kunz a Abito di società di Vittoria De Buzzaccarini, da Elogio della cravatta presentato da Giovanni Nuvoletti, libro che ebbe la ribalta televisiva di Pippo Baudo, a Maglia, maglietta, maglione di Paolo Lombardi, da Sulla poltrona di Franco Marmori a Un filo d'olio della stessa Schiaffino che fu distribuito dalla Fratelli Carli a cinquecentomila famiglie.
Accanto a questa collana, tutta dovuta ad autori italiani, continuava la proposta di grandi volumi illustrati attinti dalla migliore editoria straniera. Da ricordare sono un libro sulla biancheria femminile, Intimo di Cecil Saint Laurent, I grandi disegnatori di Vogue che Idealibri impreziosì con una tiratura numerata e una rilegatura speciale , Lo shock dell'arte moderna di Robert Hughes con la copertina disegnata da Armando Testa. Inoltre, grande successo ebbero i libri fotografici, tra cui un grande volume sul Taj Mahal di Raghu Raj, Cento anni di vela con le foto degli storici Beken. Dal taglio didattico, invece, è la serie dei manuali sugli sport, progettati da uno dei più creativi packager del tempo, l'inglese Dorling Kindersley.
Non mancarono la progettazione e la produzione di opere italiane di grande rilevanza editoriale. Tra queste Piccoli giardini di Orietta Sala e Ippolito Pizzetti. Destinato ai collezionisti Effetto bambola di Marco Tosa, seguito da una sorta di catalogo delle famose Bambole Lenci. A cura di Attilio Marcolli e Silvia Giacomoni uscì inoltre volume sui Designer italiani mentre in occasione di una grande mostra tenutasi a Milano verso la fine degli anni ottanta fu pubblicato a cura di Iliprandi, Marangoni, Origoni e Pansera un ricco volume che presentava cinquant'anni di produzione in Italia di Visual Design. Nel settore del costume, molto caro a Idealibri, fu realizzato Homo elagans con la collaborazione tecnica della Ermenegildo Zegna, e lo spiritoso 188 nodi da collo, sulle cravatte. Clara Agnelli col marito Giovanni Nuvoletti produssero il curioso Vestire una Bambina, inserito in una collana, anch'essa tutta italiana, dedicata ai Cinque sensi. In questa raffinata serie apparvero Il bacio di Romano Giachetti, Il violino di Alberto Conforti con prefazione di Salvatore Accardo, La penna di Enrico Castruccio e infine Le delizie del divin porcello di Riccardo di Corato. Gli sport della vela furono protagonisti di volumi di grande formato, a cura di Riccardo Villarosa e Fabio Ratti, mentre il settore della cultura musicale fu affrontato con opere d'autore, firmate da Alberto Basso, Luciano Berio, Sylvano Bussotti. Con l'apporto di un packager francese, fu sviluppata una collana di luoghi italiani visti dal cielo (Firenze, Toscana, Venezia, Roma) attraverso l'obbiettivo di Guido Alberto Rossi. Uno dei libri più innovativi nel settore alimentare, ristampato decine di volte, fu La dieta mediterranea di Roberta Salvadori, che per primo affrontò un argomento di grande interesse e di larga fama. La civiltà della tavola e la cucina furono sempre ai primi posti negli interessi di Idealibri, con autori come Vincenzo Buonassisi, Riccardo Di Corato, Allan Bay.
Nel 1987, i due soci, Mario Sabbieti e Mariarosa Schiaffino cedettero la maggioranza delle quote alla casa editrice Rusconi, continuando però nel loro ruolo di conduttori. Nel corso del tempo, anche a seguito di cambiamenti al vertice della controllante, si produssero divergenze e perdite di bilancio, che all'inizio del 1992 videro l'estromissione dei soci fondatori. La Rusconi gestì direttamente Idealibri per un paio d'anni, ma finì per cederla a imprenditori riminesi, per poi tornarne in pieno possesso alcuni anni dopo.